# Acacia dampieri
Acacia dampieri é uma espécie de leguminosa do gênero Acacia, pertencente à família Fabaceae.